# Cneu Cornélio Dolabela (cônsul em 159 a.C.)
Cneu Cornélio Dolabela (em latim: Cneus Cornelius Dolabella) foi um político da gente Cornélia da República Romana eleito cônsul em 159 a.C. com Marco Fúlvio Nobilior. Cneu Cornélio Dolabela, cônsul em 81 a.C., era seu neto.

## Carreira
Foi edil curul em 165 a.C. com Sexto Júlio César, ano no qual foi representada pela primeira vez a peça Hecyra, Terêncio, por ocasião dos Jogos Megalenses. Em 162 a.C., foi eleito pretor.
Dolabela foi eleito cônsul em 159 a.C. com Marco Fúlvio Nobilior.